# Eoraptor
Eoraptor là một trong những khủng long cổ xưa nhất trong lịch sử. Nó có hai chân, ăn thịt, và sống cách nay 231,4 triệu năm, ở nơi ngày nay là miền Tây Bắc Argentina. Loài điển hình là Eoraptor lunensis, có nghĩa "thung lũng Mặt Trăng", chỉ đến nơi khám phá ra đầu tiên: tiếng Hy Lạp cổ ηως (eos) có nghĩa "bình minh" hay "buổi sáng" và Latinh lunensis có nghĩa "thuộc Mặt Trăng"). Các nhà cổ sinh vật học thừa nhận Eoraptor là tổ tiên của theropoda và sauropodomorpha, hoặc ít nhất là họ hàng gần của tổ tiên đó. Nó được biết đến do vài bộ xương ở trạng thái tốt.